# Bansud
Bansud es un municipio filipino de segunda categoría perteneciente a la provincia isleña de Mindoro Oriental en Mimaropa.
Con una extensión superficial de 343,47 km²,  tiene una población de 38 341 personas que habitan en 7351 hogares.
Su alcalde es   Ronaldo M. Morada.
Para las elecciones a la Cámara de Representantes está encuadrado en el Segundo Distrito Electoral de esta provincia.

## Geografía
El municipio de Bansud  se encuentra situado en  la parte oriental de la isla de Mindoro.
Su término linda al norte con el municipio de Gloria, al sur  con el municipio de Bongabong, al este con el mar de Sibuyán, frente a la isla Maestro de Campo, y al oeste con el  municipio de Sablayán.
Parque Nacional de Monte Iglit-Baco (Mounts Iglit-Baco National Park).
Por la biodiversidad de su flora y fauna, es el más importante de la isla de Mindoro.
Tamarao (Bubalus mindorensis), búfalo de agua o búbalo (Bubalus bubalis) y mangyan. Comprende parte de los municipios de Sablayán, Pinamalayán, Gloria, Bansud, Bongabong y Mansalay.

## Barrios
El municipio  de Bansud  se divide, a los efectos administrativos, en 13 barangayes o barrios, conforme a la siguiente relación:
| - Alcadesma, antes Tiguisán - Bato | - Conrazón - Malo | - Manihala - Pag-asa | - Población - Bansud | - Rosacara - Salcedo | - Sumagui - Tiguisán | - Villa Pag-Asa |

## Patrimonio
Iglesia parroquial católica bajo la advocación del Divino Salvador, consagrada en 1969.
Forma parte del Vicariato del Divino Salvador en  la Vicaría Apostólica de Calapán sufragánea  de la Arquidiócesis de Lipá.